# Bembecia hissorensis
Bembecia hissorensis is een vlinder uit de familie wespvlinders (Sesiidae), onderfamilie Sesiinae.
Bembecia hissorensis is voor het eerst wetenschappelijk beschreven door Stalling, Bartsch, Garrevoet, Lingenhöle & Altermatt in 2011. De soort komt voor in het Palearctisch gebied.